# Kazakhstan aux Jeux olympiques d'été de 2004
Le Kazakhstan participe aux Jeux olympiques d'été de 2004 à Athènes.

## Liste des médaillés kazakhs

### Médailles d'or
| Sport              | Discipline | Sportifs          | Performance |
| Médailles d'or : 1 |            |                   |             |
| Boxe               | 69 kg (H)  | Bakhtiyar Artayev |             |

### Médailles d'argent
| Sport                  | Discipline                | Sportifs           | Performance |
| Médailles d'argent : 4 |                           |                    |             |
| Boxe                   | 60 kg (H)                 | Gennadiy Golovkin  |             |
| Haltérophilie          | 77 kg (H)                 | Sergey Filimonov   |             |
| Lutte                  | Gréco-romaine, 120 kg (H) | Georgiy Tsurtsumia |             |
| Lutte                  | libre, 74 kg (H)          | Gennadiy Laliyev   |             |

### Médailles de bronze
| Sport                   | Discipline    | Sportifs         | Performance  |
| Médailles de bronze : 3 |               |                  |              |
| Athlétisme              | Décathlon (H) | Dmitriy Karpov   | 8 725 points |
| Boxe                    | 60 kg (H)     | Serik Yeleuov    |              |
| Lutte gréco-romaine     | 66 kg (H)     | Mkhitar Manukyan |              |

## Athlètes engagés

### Lutte
- Danil Khalimov